# Ieva Zasimauskaitė
Ieva Zasimauskaitė-Kiltinavičienė (née Zasimauskaitė le 2 juillet 1993 à Kaunas en Lituanie) est une chanteuse lituanienne. Elle représentera la Lituanie au Concours Eurovision de la chanson 2018 avec la chanson When We're Old. Elle avait auparavant tenté de représenter son pays au Concours Eurovision de la chanson en 2013, 2014, 2016 et en 2017, en participant à la sélection nationale.

## Carrière
Sa carrière solo débute en 2012, lorsqu'elle participe à Lietuvos Balsas (en), la version lituanienne de The Voice où elle réussit à se classer parmi les finalistes. 
Elle fait par la suite plusieurs tentatives pour représenter la Lituanie au Concours Eurovision de la chanson, en 2013 (5e), 2014 (auditions), 2016 (4e) et 2017 (demi-finale), sans remporter les sélections.
Elle retente une cinquième fois en 2018, et remporte cette fois-ci la finale nationale avec la chanson When We're Old (Quand nous serons vieux).  
Ieva représente par conséquent son pays au Concours Eurovision de la chanson 2018 à Lisbonne lors de la première demi-finale le 8 mai 2018 où elle se qualifie. Lors de la finale du 12 mai 2018, elle se classe 12e en remportant 181 points.

## Vie privée
Ieva Zasimauskaitė est issue de parents employés médicaux, eux-mêmes intéressés par la musique et le chant. Son père joue de la guitare. Elle a un frère aîné, Ugnius, né en 1989.
Elle s'est mariée en 2015 avec Marius Kiltinavičius (né en 1982), entraîneur de l'équipe de Lituanie de basket-ball, ancien entraîneur du club de basket-ball KK Sūduva et ancien chanteur dans le boys band N.E.O.. Tous les deux sont végétariens depuis 2014, s'intéressent à l'Ayurveda et font régulièrement des pèlerinages en Inde.  